# Joseph d'Arimathie (roman)
Joseph d’Arimathie ou Estoire dou Graal est un roman en vers de 3500 octosyllabes, écrit par Robert de Boron entre 1190 et 1199. Le texte original, signé par l'auteur, est conservé dans un seul manuscrit conservé à la Bibliothèque nationale de France (cote fr. 20047), qui contient aussi un fragment en 502 vers du Merlin primitif. Une version en prose de Joseph, composée peu de temps après, attribuée de façon incertaine à Robert de Boron, est connue par une quinzaine de manuscrits ou fragments. Ensemble, Joseph d’Arimathie, Merlin et le Perceval en prose  forment une trilogie appelée Le Roman du Graal ou Roman de l'estoire du Grall (aussi nommé Petit Cycle du Graal). 
Robert de Boron, s'appuyant sur les apocryphes, narre que le dernier repas du Christ se tient chez son frère Simon. Joseph d’Arimathie conserve le vase de la Cène, dans lequel il recueille un peu du sang de Jésus, avant de le déposer dans son sépulcre. Jeté en prison par les autorités juives et privé de nourriture, il ne doit la vie qu'à la seule contemplation du Graal. Après douze ans, il est libéré par l'empereur Vespasien. Il quitte alors la Palestine, fonde une compagnie d'adeptes et crée une table pour les réunir, en souvenir de celle de la Cène, préfigurant ainsi la Table ronde. Il transmet ensuite le Graal à son gendre Bron, appelé le « riche pêcheur ». Alain, le dernier des douze fils de Bron, reçoit le savoir de son oncle Joseph. Muni de la Sainte Lance et du Saint-Graal, ils emmènent les reliques dans l'île de Bretagne, mais Joseph lui-même n'y va pas. Un des fils d’Alain deviendra un jour le gardien du Graal.